# Harman Kardon
Harman Kardon (стилізований як harman / kardon) — підрозділ американської Harman International Industries, дочірньої компанії Samsung Electronics, яка виробляє домашнє та автомобільне аудіообладнання.
Компанія Harman Kardon була заснована в 1953 році бізнес-партнерами Сіднеєм Гарманом і Бернардом Кардоном.

## Історія
На початку 1950-х років Сідней Гарман був генеральним директором компанії David Bogen Company, виробника систем оповіщення на той час. Бернард Кардон (8 січня 1914 — 14 квітня 1993, Нью-Рошель) був головним інженером компанії Bogen. Через зміни в керівництві Bogen на початку 1950-х років обидва чоловіки пішли у відставку. У 1953 році Сідні Гарман і Бернард Кардон, інвестувавши по 5000 доларів США, заснували компанію Harman Kardon.
У 1950-х роках компанія Harman Kardon розробила одні з перших високоякісних аудіопродуктів, які започаткували сучасний споживчий бізнес високої точності. Першим продуктом компанії був FM-тюнер.
Інтегровані приймачі (з тюнером, попереднім підсилювачем і підсилювачем потужності) були спробою створити, покращити та створити високоточну продуктивність в одному пристрої. Інтегровані приймачі не були новою концепцією, оскільки Scott Radio Laboratories виробляла такі вироби наприкінці 1930-х років.
Через рік після свого заснування, у 1954 році, Harman Kardon представила свій перший компактний приймач високої точності, Festival D1000. D1000 був одним із перших у світі компактних приймачів Hi-Fi AM/FM і попередником сучасних інтегрованих приймачів. Цей монофонічний пристрій був спрямований на те, щоб познайомити нетехнічних споживачів із високою точністю звуку та поєднав у собі багато вже знайомих функцій, таких як тюнер, блок керування компонентами та підсилювач в одному шасі. Форма, функція форми та розмір D1000 були попередником сучасного інтегрованого приймача. Перше обладнання Hi-Fi Harman Kardon можна впізнати за характерним дизайном шасі з мідним покриттям із мідним і чорним кольорами для панелей і корпусів.
У 1959 році компанія Harman Kardon випустила на ринок Citation II, ранній ультраширокосмуговий ламповий стереофонічний підсилювач. Він мав вихідну потужність 60 Вт/канал із частотною характеристикою 18-60 000 Гц при потужності 20 Вт. Компанія пропагувала свою філософію розробки високоякісного звуку з використанням підсилювачів, які забезпечували максимально широку смугу пропускання звуку. Хоча найвищий діапазон чутності людського вуха становить близько 20 000 Гц, повний діапазон звуку виходить за межі гармонік і обертонів, які можуть бути за межами чутного діапазону людського вуха. Ці гармоніки взаємодіють з іншими частотами, створюючи чутні вторинні звуки або перешкоди.
У 1969 році компанія Harman купила великого виробника колонок JBL. У 1970 році компанія Harman випустила на ринок першу стереофонічну касетну деку з шумозаглушенням Dolby B.

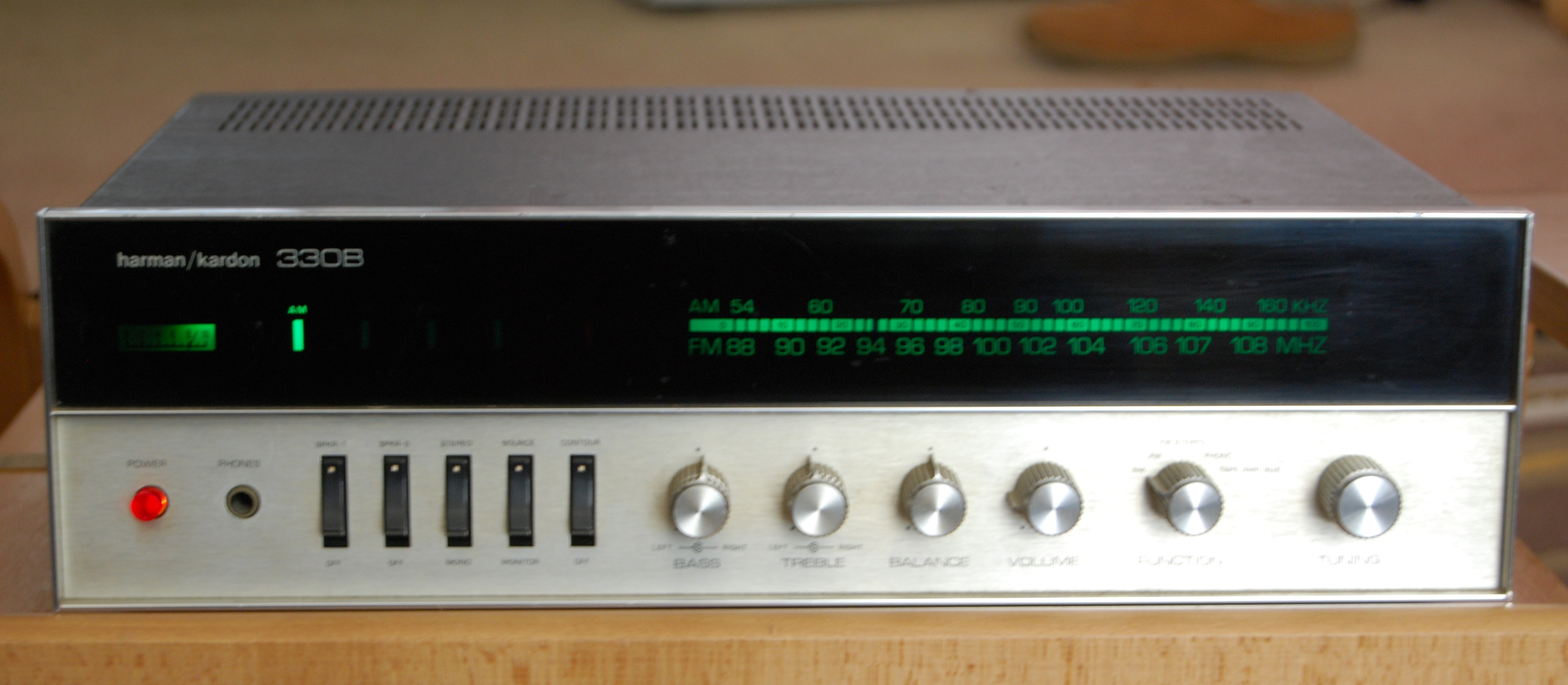
Стереоприймач, 1970-ті роки

У 1976 році Гарман підтримав спробу Джиммі Картера стати президентом Сполучених Штатів. Коли Картер став президентом, він призначив Гармана заступником міністра торгівлі. Оскільки закон США вимагав, щоб призначені особи не мали прямих ділових інтересів у повсякденній діяльності, Гарману довелося продати компанію, і він продав компанію Beatrice Foods, великому конгломерату, за 100 мільйонів доларів.

### SoundSticks

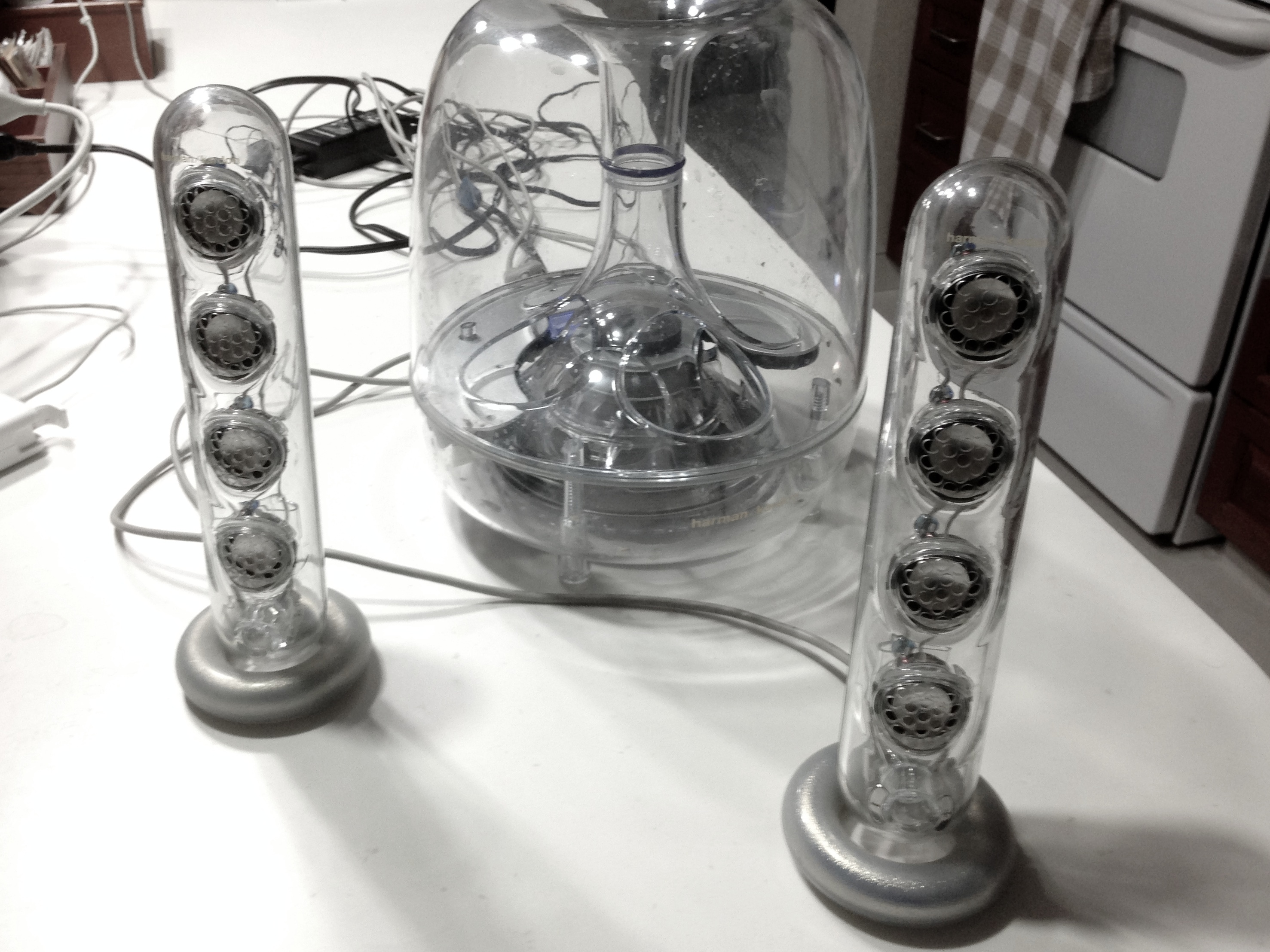
Звукові палички Harman Kardon

## Інші продукти

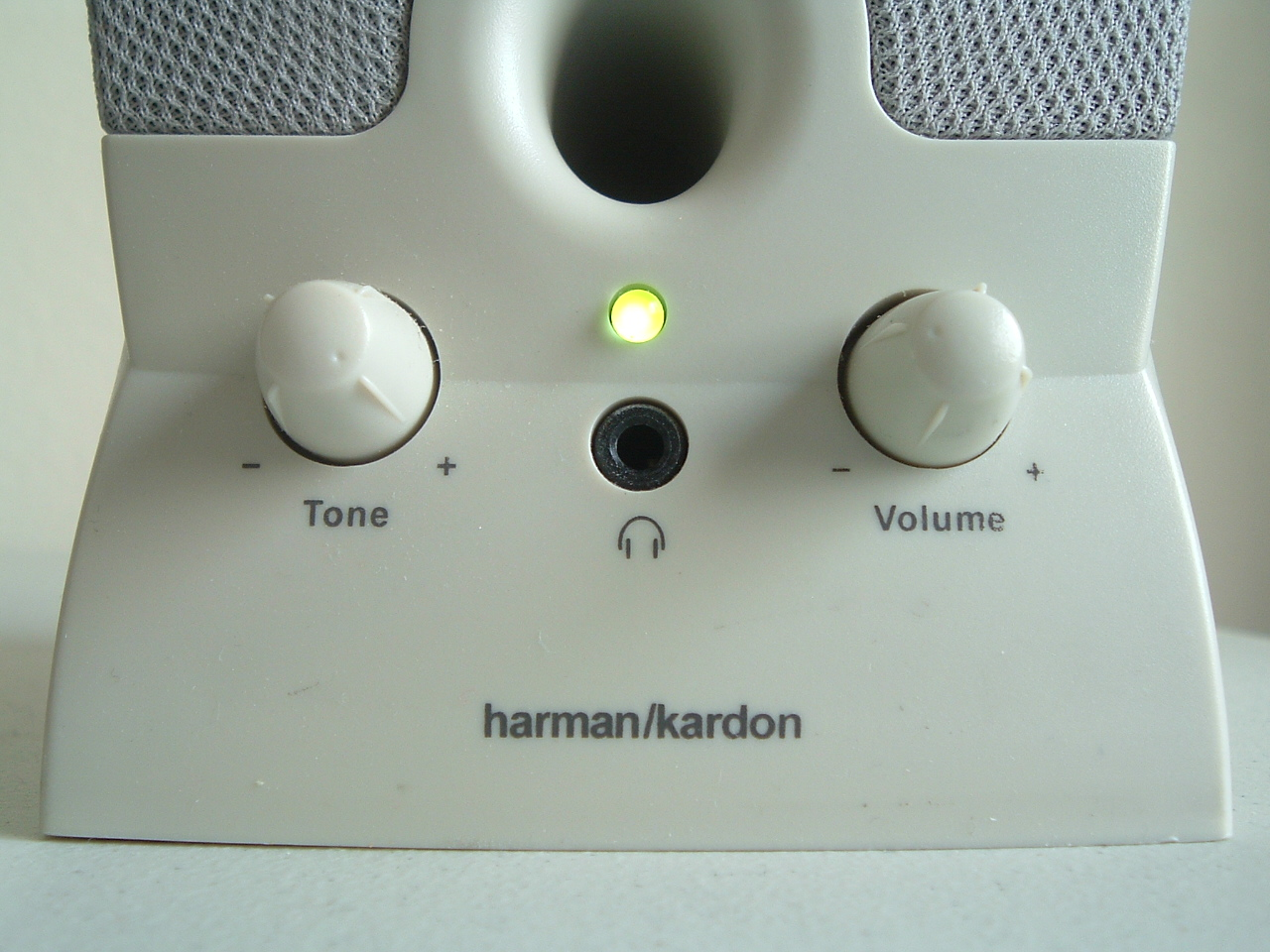
Колонка Harman Kardon для ПК

### Автомобільні аудіосистеми
Harman Kardon постачає або постачала аудіообладнання таким виробникам транспортних засобів, зокрема Volkswagen, Audi, BMW, Land Rover,  Mercedes-Benz, MG Rover, Volvo, Buick, Kia, Hyundai, Ssangyong, MINI, Saab, Harley-Davidson, Chrysler, Alfa Romeo, Dodge, Jeep, Ram, Daihatsu, Toyota, Honda, Jaguar, Suzuki, Mitsubishi, Nissan, Subaru і Tata Motors .

### Комп'ютерні колонки
Компанія Harman Kardon створила колонки для настільних комп’ютерів. Harman Kardon також виготовила динаміки для ноутбуків, які використовувалися в деяких моделях ноутбуків Toshiba, Acer, ноутбуків Asus, Apple iMac і планшетів Huawei M5. Пара прозорих сферичних динаміків Harman Kardon разом із Apple G4 Mac Cube, для якого вони були розроблені та виготовлені з 2000 по 2001 рік, зберігаються в постійній колекції Музею сучасного мистецтва Нью-Йорка.

### Розумні колонки
У 2017 році Harman Kardon випустила розумну колонку на базі віртуального помічника Microsoft Cortana під назвою Invoke. У серпні 2018 року компанія Harman Kardon анонсувала Citation 500, розумну колонку вартістю 700 доларів США, яка працює під керуванням Google Assistant. У 2021 році Harman Kardon співпрацював із Xiaomi для створення своїх новітніх смартфонів. Смартфони серії Xiaomi Mi 11 стали першими смартфонами із налаштуванням стереодинаміків Harman Kardon.

## Фотогалерея обладнання

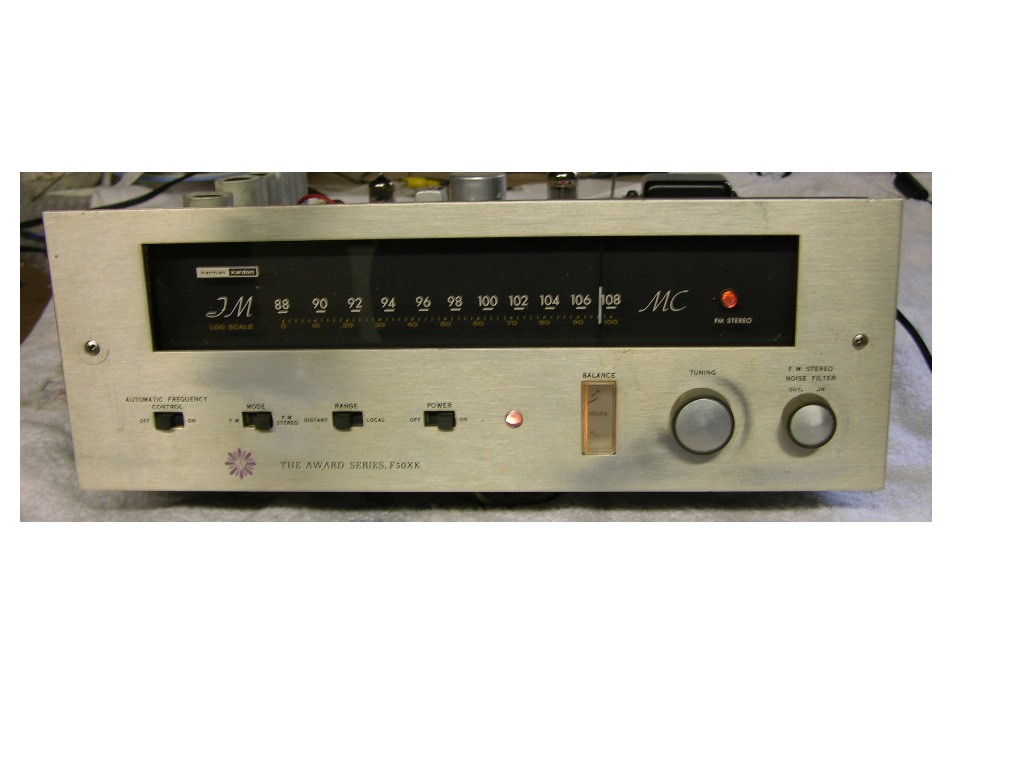
Стерео мультиплексний тюнер Harman Kardon F50-XK Tube FM
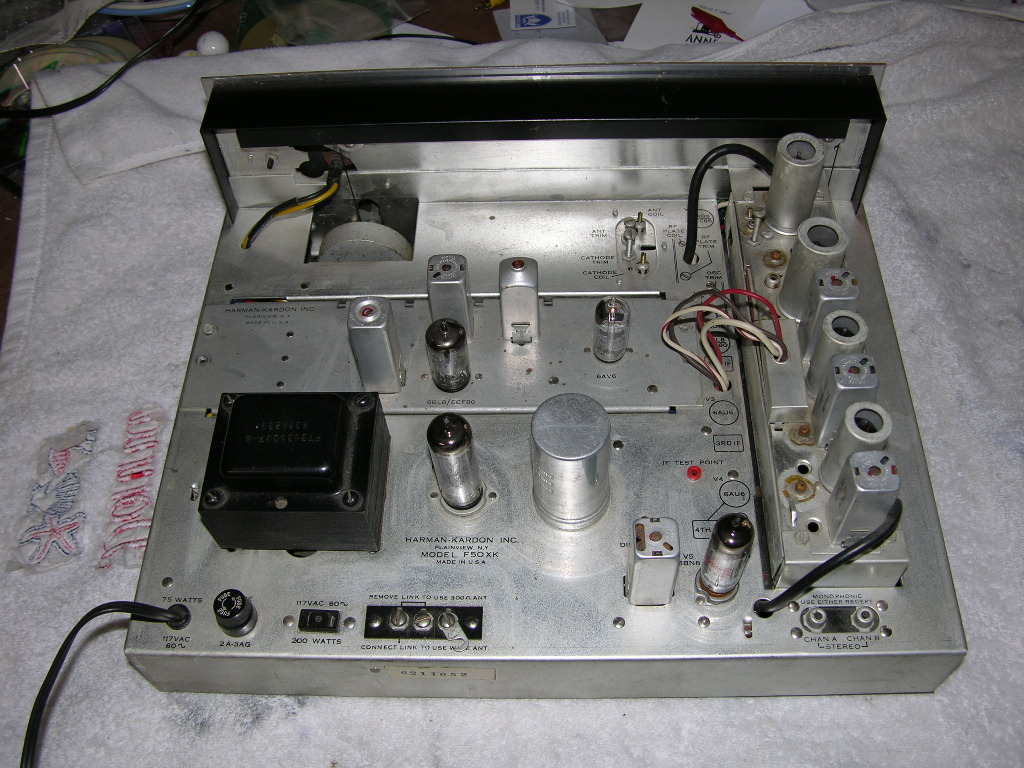
Стерео мультиплексний тюнер Harman Kardon F50-XK Tube FM (вид зверху)
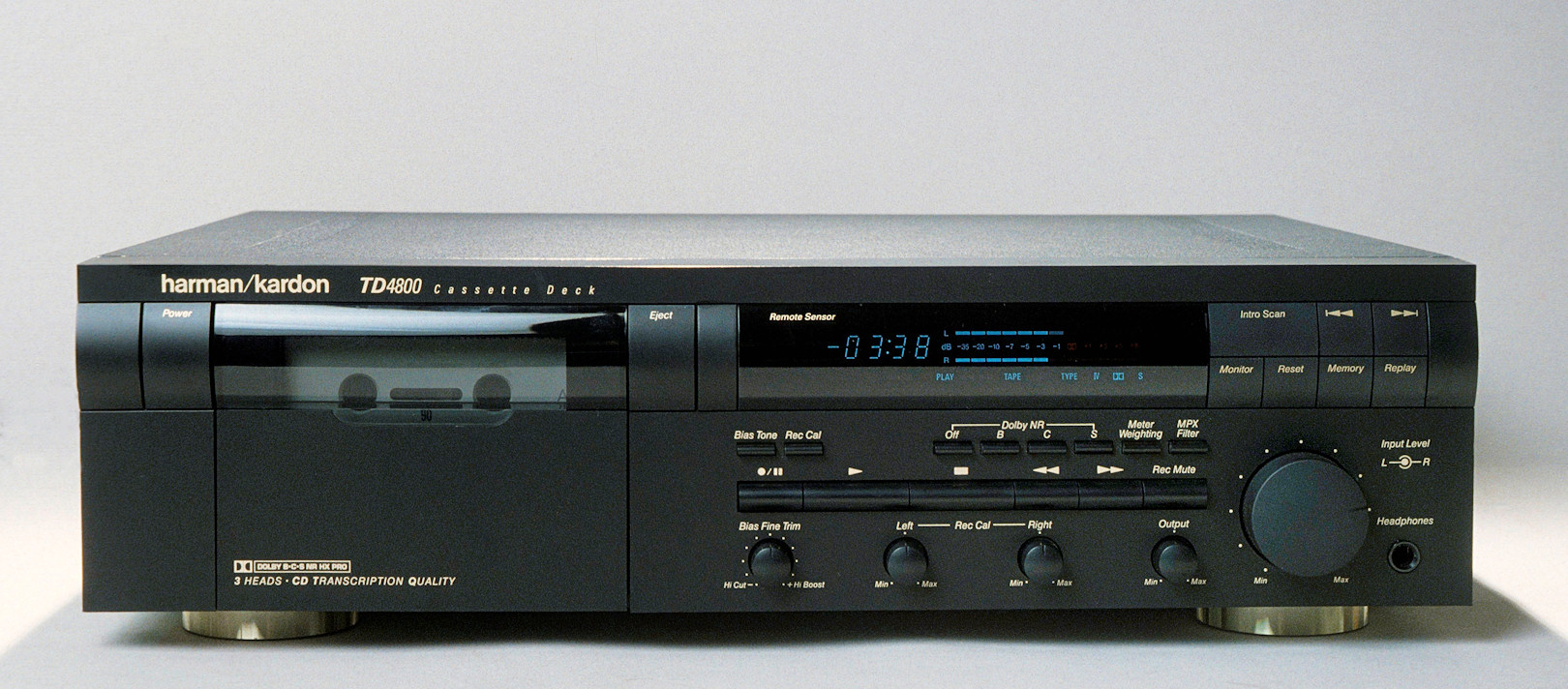
Dolby S Tapedeck з 1990 року
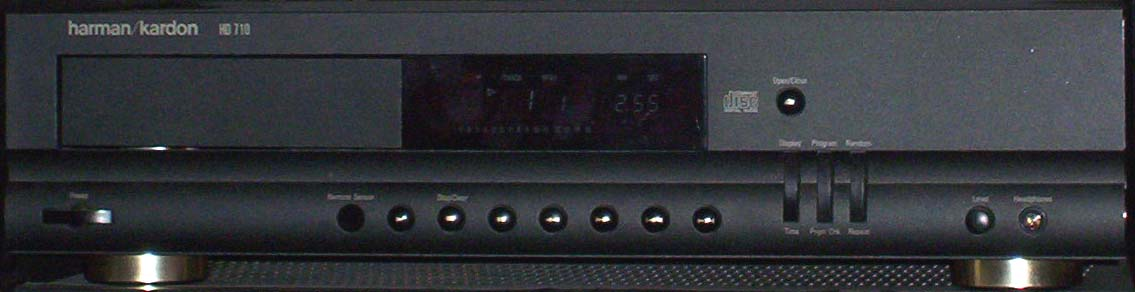
CD-програвач HD 710 (1996-1998)
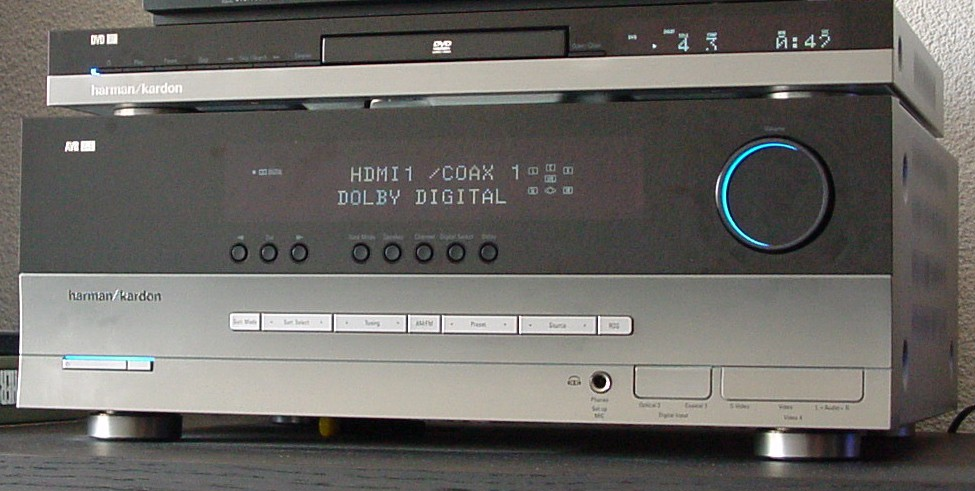
AV-обладнання (приблизно 2005)
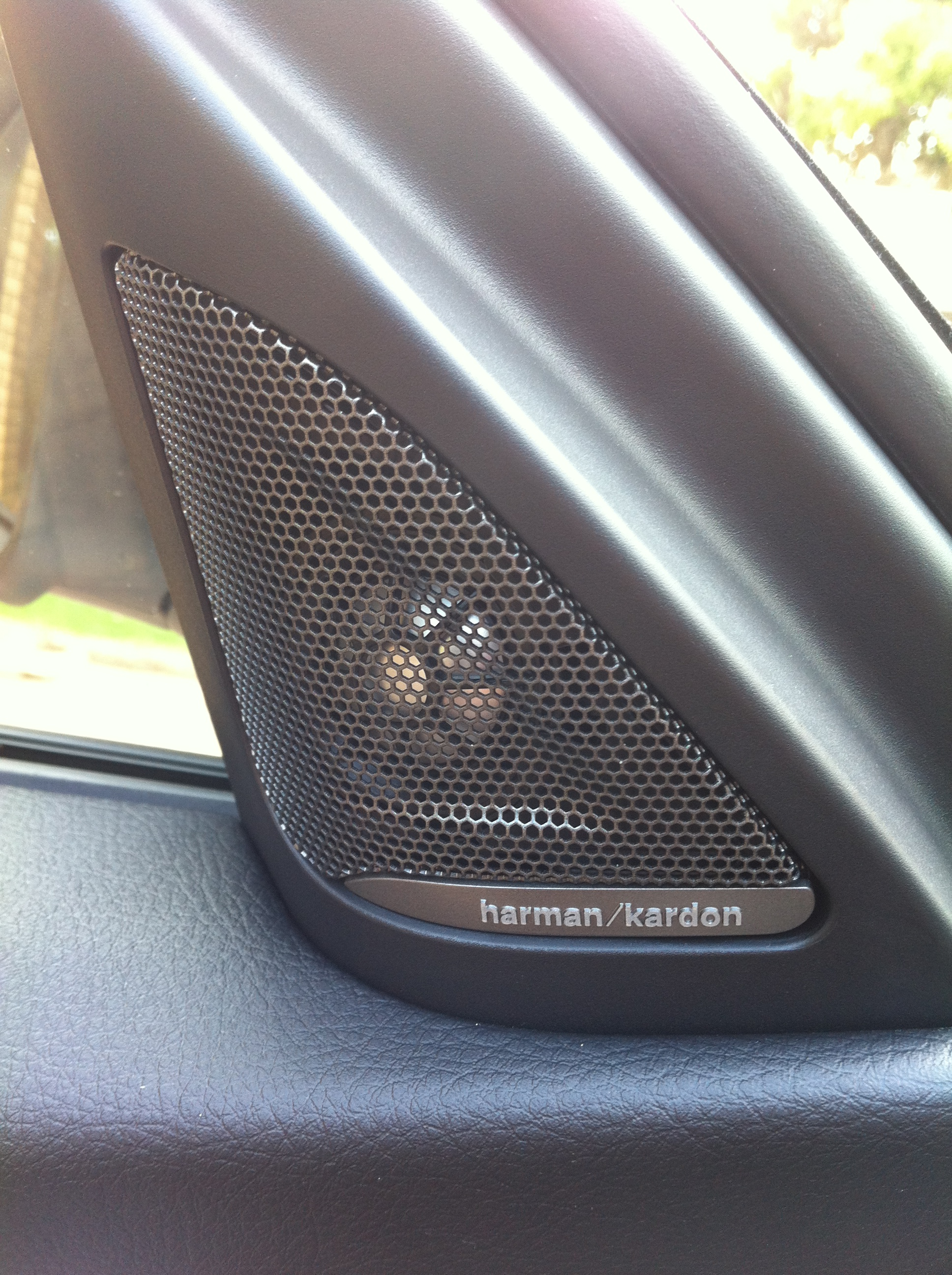
Автомобільний динамік Harman Kardon в BMW